# AS Sestese Calcio
AS Sestese Calcio is een Italiaanse voetbalclub uit Sesto Fiorentino die in de Serie D/E speelt. De club werd opgericht in 1945. De officiële clubkleuren zijn blauw en rood.